# Arnolz
Arnolz ist eine Ortschaft und eine Katastralgemeinde der Gemeinde Pfaffenschlag bei Waidhofen a.d.Thaya im Bezirk Waidhofen an der Thaya im niederösterreichischen Waldviertel mit 71 Einwohnern (Stand 1. Jänner 2024).

## Geografie
Der Ort liegt nordöstlich von Pfaffenschlag an einem Zufluss des Winkelbaches, der später in den Schwarzbach mündet. Zur Ortschaft gehören auch die Lagen Hartelmühle und Obere Mühle, die beide am Winkelbach liegen. Am 1. April 2020 umfasste die Ortschaft 33 Adressen.

## Siedlungsentwicklung
Zum Jahreswechsel 1979/1980 befanden sich in der Katastralgemeinde Arnolz insgesamt 41 Bauflächen mit 22.261 m² und 40 Gärten auf 27.924 m², 1989/1990 gab es 43 Bauflächen. 1999/2000 war die Zahl der Bauflächen auf 153 angewachsen und 2009/2010 bestanden 68 Gebäude auf 157 Bauflächen.

## Geschichte
Im Jahr 1822 wurde der Ort als Dorf mit 22 Häusern genannt, das nach Pfaffenschlag eingepfarrt war, die Kinder aber im Ort eingeschult wurden. Die Herrschaft Heidenreichstein besaß die Ortsobrigkeit, übte die Landgerichtsbarkeit aus und besorgte die Konskription. Die Untertanen und Grundholde des Ortes gehörten der Propstei und Herrschaft Heidenreichstein. Laut Adressbuch von Österreich waren im Jahr 1938 in Arnolz eine Mühle und ein Landwirt mit Ab-Hof-Verkauf ansässig. Bis zur Gemeindezusammenlegung war Arnolz ein Teil der damaligen Gemeinde Großeberharts.

## Bodennutzung
Die Katastralgemeinde ist landwirtschaftlich geprägt. 198 Hektar wurden zum Jahreswechsel 1979/1980 landwirtschaftlich genutzt und 53 Hektar waren forstwirtschaftlich geführte Waldflächen. 1999/2000 wurde auf 180 Hektar Landwirtschaft betrieben und 66 Hektar waren als forstwirtschaftlich genutzte Flächen ausgewiesen. Ende 2018 waren 168 Hektar als landwirtschaftliche Flächen genutzt und Forstwirtschaft wurde auf 65 Hektar betrieben. Die durchschnittliche Bodenklimazahl von Arnolz beträgt 25,5 (Stand 2010).